# Bimota DB5
La Bimota DB5 è una motocicletta costruita dalla casa motociclistica italiana Bimota dal 2005 al 2012.

## Descrizione
Progettata dall'ingegnere Sergio Robbiano, la DB5 è stata anticipata dal  prototipo DB5 Mille, che è stata presentata al salone di Monaco nel settembre 2004.
La produzione della DB5 Mille è iniziata nel 2005. Il motore è derivato dalla Ducati 1000 Multistrada e si tratta di un bicilindrico a V di 90° a quattro tempi che sviluppa 92 cavalli a 8500 giri/min ed è alimentata da un sistema d'iniezione elettronica Magneti Marelli, con farfalla da 45 mm di diametro.
Il telaio è un traliccio tubolare in acciaio e lega di cromo molibdeno. Le sospensioni sono fornite dalla Öhlins, con la forcella telescopica anteriore a steli rovesciati da 43 mm di diametro. Il sistema frenante è composto da due dischi flottanti da 298 mm di diametro all'anteriore e da un disco fisso da 220 mm di diametro al posteriore; entrambe vengono morse rispettivamente da pinze Brembo a quattro e due pistoncini.
Alla fine del 2006 la Bimota ha introdotto un'evoluzione della moto, la DB5S. Il maggior peso rispetto alla versione standard è dovuto al nuovo motore derivato dalla 1100 Multistrada, con la cilindrata aumenta a 1079 cm³, incrementando l'alesaggio di 4 mm. La potenza così sale a 95 cavalli a 7000 giri/min e la coppia a 10,5 mkg erogati a 5500 giri/min. Nuova è anche la forcella telescopica della Marzocchi da 50 mm di diametro e il monoammortizzatore posteriore fornito dalla Extreme Tech. I dischi freno anteriori sono stati maggiorati a 320  mm di diametro.
A fine 2011 la DB5S viene evoluta e sostituita dalla DB5E Desiderio (E per evoluzione), dotata del motore della Ducati Hypermotard 1100 Evo, aggiornato per rientrare nelle normative antinquinamento Euro 3. Questo propulsore sviluppa 98 CV a 8500 giri/min e una coppia di 10,5 mkg a 5500 giri/min.